# Ernst Recht
Ernst Recht (* 19. November 1881 in Augsburg; † 18. Februar 1971 in München) war ein deutscher Verwaltungsjurist und Bezirksoberamtmann.

## Leben
Ernst Recht studierte in den Jahren von 1901 bis 1905 Rechtswissenschaften an der Ludwig-Maximilians-Universität München (Mitglied in der AGV München). Nach der ersten juristischen Staatsprüfung und dem dreijährigen Vorbereitungsdienst (Referendariat) folgte 1908  in Augsburg das Große juristische Staatsexamen (Note II 20/40) mit anschließender Beschäftigung bei einem Augsburger Rechtsanwalt, bevor er im Juli 1909 als geprüfter Rechtspraktikant zur Regierung von Schwaben kam. 1913 wurde er Regierungsakzessist und wurde zur Geschäftsaushilfe zum Staatsministerium des Innern abgeordnet. Zum Assessor beim Bezirksamt Mindelheim ernannt, kam er im Juli 1919 in das Staatsministerium zurück. Am 15. Februar 1921 zum Regierungsrat ernannt, wurde er zum 1. November 1926 als Bezirksoberamtmann mit der Leitung des Bezirksamtes Forchheim betraut. Dieses Amt hatte er bis zu seinem Weggang zum 1. August 1931 als Bezirksamtsvorstand in Augsburg inne. Nach dreijähriger Tätigkeit in diesem Amt wechselte er  im August 1934, inzwischen zum Oberregierungsrat befördert, zur Regierung von Schwaben, wo er bis  August 1942 blieb, als er zur Regierung von Oberbayern wechselte. Dort wurde er 1945 seines Amtes enthoben. Im Spruchkammerverfahren wurde er durch die Spruchkammer München I und im Berufungsverfahren als Mitläufer eingestuft, so dass er zum 15. Mai 1948 wieder in den Dienst eingestellt wurde, bei gleichzeitiger Versetzung in den Ruhestand. Diese Maßnahme hatte versorgungsrechtliche Hintergründe.
Zum 1. Mai 1937 war Recht in die NSDAP eingetreten (Mitgliedsnummer 5.956.661) und übernahm dort in den Jahren 1943 bis 1945 ein Amt als stellvertretender Blockleiter.